# Scorpio tassili
Espèce
Scorpio tassili est une espèce de scorpions de la famille des Scorpionidae.

## Distribution
Cette espèce est endémique d'Algérie. Elle se rencontre dans le Tassili n'Ajjer.

## Description
La femelle holotype mesure 54,5 mm.

## Étymologie
Son nom d'espèce lui a été donné en référence au lieu de sa découverte,  le Tassili n'Ajjer.

## Publication originale
- Lourenço & Rossi, 2016 : « Confirmation of a new species of Scorpio Linnaeus, 1758 in the Tassili N’Ajjer Mountains, South Algeria (Scorpiones: Scorpionidae). » Onychium, vol. 12, p. 11-18 (texte intégral).